# Gregor Hilbe

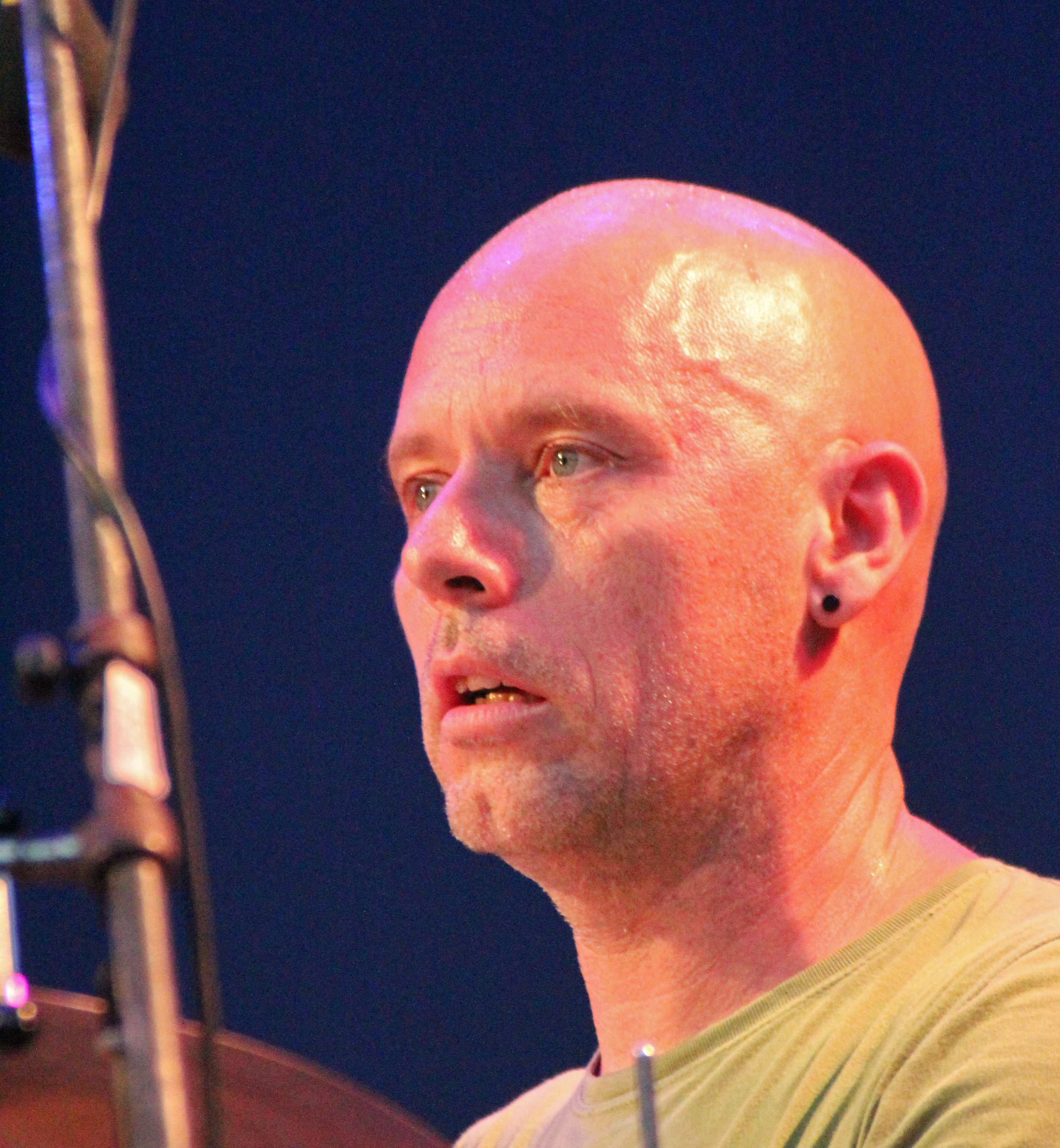
Gregor Hilbe (2017)

Gregor Nikolai Hilbe  (* 2. Januar 1968 in Basel) ist ein Schweizer Jazzmusiker (Schlagzeug, Perkussion, Electronics), der zunehmend genreübergreifend tätig ist; seit 2016 leitet er die Jazz- und Pop-Abteilung an der Zürcher Hochschule der Künste.

## Leben und Wirken
Hilbe ist in Riehen in einer musikalischen Familie aufgewachsen; der Grossvater war Stummfilmpianist, die Mutter weckte seine Begeisterung für den Jazz, der Saxophonist Alexander Hilbe ist sein älterer Bruder. Früh entschied er sich für den Musikerberuf. Von 1987 bis 1991 studierte er an der Jazzabteilung der Kunsthochschule Graz.
Zwischen 1991 und 2000 lebte er in Paris; er arbeitete mit Mark Murphy, dem Vienna Art Orchestra (1996–1998, Album: American Rhapsody), Dave Liebman, Kurt Elling, Joe Lovano, Art Farmer, Bob Mintzer, Andy Bey, Joseph Bowie, Sheila Jordan oder Monica Zetterlund. 1996 war er Gründungsmitglied des Pariser Kollektivs ToySun und des Trios République Electrique. 2001 zog er mit seiner Frau nach London, wo er im Projekt Avril und mit Kevin Davy und Tim Philbert (Goldie) arbeitete.
Seit 2003 lebt er in Basel. Mit der Band Tango Crash veröffentlichte er vier Alben. Zwischen 2007 und 2016 war er an Urban Folktales und zwei weiteren Produktionen der Jazz Bigband Graz beteiligt. Er arbeitete weiterhin mit Johannes Enders in Enders Dome, in Oloid (mit Christian Zehnder und Matthias Loibner), mit Heinrich von Kalnein und Anıl Bilgen in Kahiba und mit Christoph Pepe Auer (Songs I Like), aber auch mit Theo Bleckmann, Hans Feigenwinter, Guillermo Klein, Nguyên Lê, Bänz Oester, Gianluca Petrella, Jorge Rossy, Lisette Spinnler und Sebastian Studnitzky. Aktuell ist er auch mit seinem Soloprojekt 'Boomless' unterwegs.
Seit 2016 lehrt er als Professor an der Zürcher Hochschule der Künste; weiterhin unterrichtet am Basler Jazz-Campus, wo er zuvor einen Studiengang für Producing/Performance entwickelte.
Hilbe wird eine eigene musikalische Sprache zugesprochen, „welche die Direktheit und Körperlichkeit der repetitiven Rhythmen mit der Sinnlichkeit elektronischer Ästhetiken vereint“. Er verbinde Stile und Einflüsse von Jazz über Popmusik bis zur elektronischen Musik.

## Preise und Auszeichnungen
Mit der Gruppe Tango Crash erhielt er als „Newcomer“ den Weltmusikpreis Ruth 2005 sowie 2008 den Preis der deutschen Schallplattenkritik. Der mit 15.000 Franken dotierte Kulturpreis der Gemeinde Riehen wurde 2019 Hilbe verliehen. 1991 erhielt er den Preis des Bundesministeriums für Bildung, Wissenschaft und Forschung für die Diplom-Auszeichnung des Jahres.

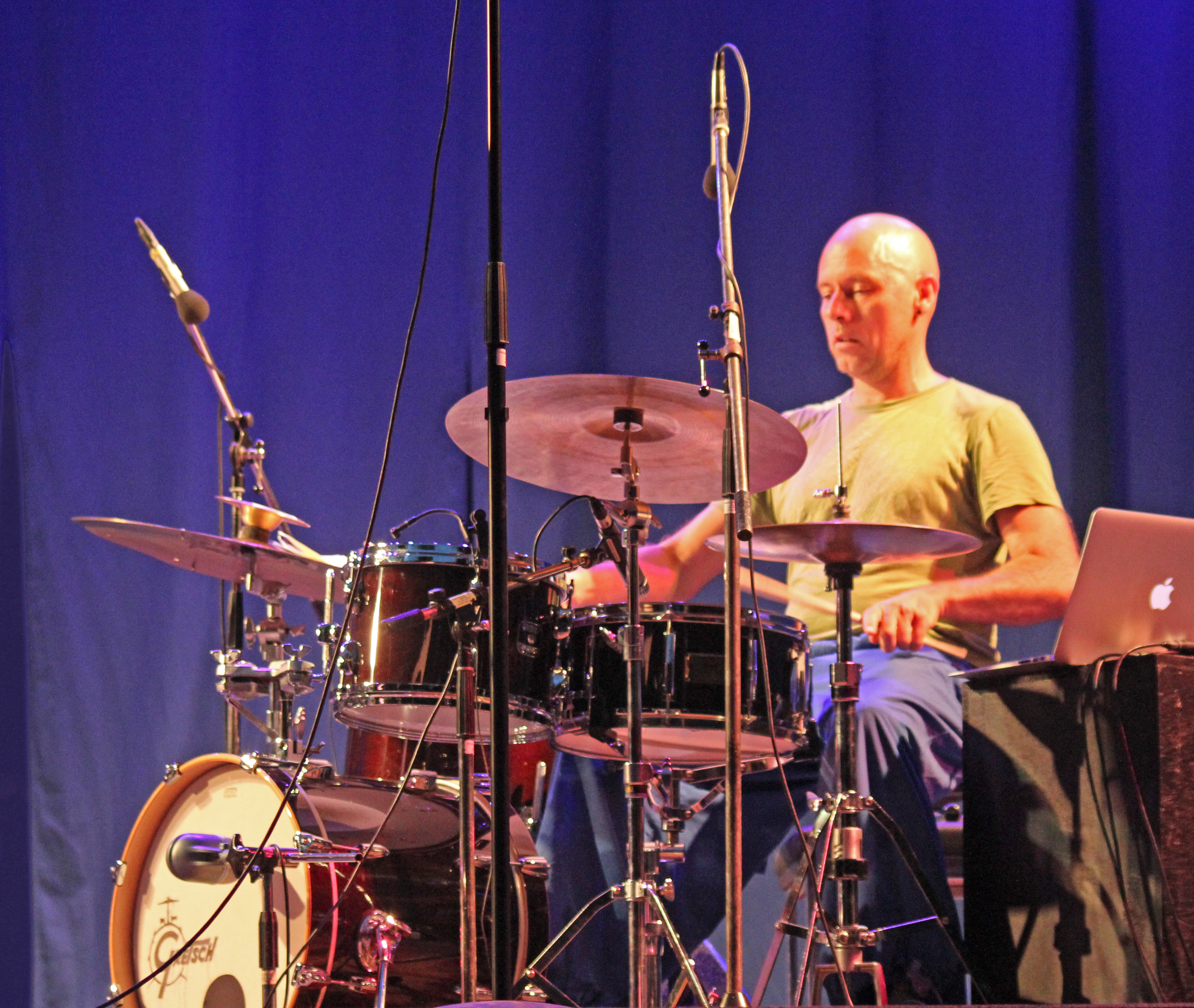
Gregor Hilbe (2017)

## Diskographische Hinweise
- Kahiba:  The Neuroscience of Music (Natango 2018, mit Heinrich von Kalnein und Anıl Bilgen)
- Christian Zehnder & Gregor Hilbe: Oloid (Traumton 2013)
- BOWW: Tribal Poetry: The Tree (Rhythming 2009)
- Tango Crash: Baila Querida (Galileo 2008; Preis der deutschen Schallplattenkritik)
- Toysun: Resound to Sender (Comet Records 2004)
- Avril: Members Only (F-Com 2003)
- République Electrique: Jupiter Comes & Goes (rhythming 2000)
- Uli Rennert Quartett What You Give (Extraplatte 1992)